# Bahhara Oulad Ayad
Bahhara Oulad Ayad (àrab بحارة أولاد عياد) és una comuna rural de la província de Kénitra de la regió de Rabat-Salé-Kenitra. Segons el cens de 2014 tenia una població total de 31.860 persones. El seu nucli poblat és Khenache (ⵅⵏⴰⵛ).